# Тарака (деревня)
Тарака́ — деревня в составе Новогородского сельсовета Иланского района Красноярского края, в 22 км к северу от районного центра — города Иланский.

## Название
Название происходит от гидронима: деревня расположена у истока ручья Торока́, впадающего затем в речку Кохинку. Первоначально деревня именовалась Торока́ (Тороки́нская), впоследствии утвердилось написание «Тарака́».

## История
Деревня Тарака, как и соседние населенные пункты, возникла в результате переселения крестьян в Сибирь из малоземельных губерний Европейской части России в конце XIX — начале XX вв.
Переселенческий участок Торока́ (Тороки́нский) основан в 1896 году и рассчитан на 80 мужских душ крестьян, за ним было закреплено 1279 десятин земли. Первые переселенцы прибыли в 1897 году. Участок заселялся жителями Белоруссии, в частности Люцинского, Режицкого и Полоцкого уездов Витебской губернии. В 1904 году из крестьян было создано отдельное сельское общество, и Тарака получила статус деревни.
Жители относились к приходу Устьянской Георгиевской церкви. До 1925 года деревня входила в состав Устьянской волости Канского уезда Енисейской губернии, в 1925-1933 годах — в Устьянский район Канского округа. С 1933 года — в составе Иланского района.

## Население
| 1901 | 1902 | 1903 | 1909 | 1911 | 1917 | 2010 |
| ---- | ---- | ---- | ---- | ---- | ---- | ---- |
| 23   | ↗63  | ↗68  | ↗247 | ↘159 | ↗220 | ↘186 |
| 2014 |      |      |      |      |      |      |
| ↘183 |      |      |      |      |      |      |

|              | 1901 г. | 1902 г. | 1903 г. | 1909 г. | 1911 г. | 1917 г. | 2010 г. | 2014 г. |
| ------------ | ------- | ------- | ------- | ------- | ------- | ------- | ------- | ------- |
| Домохозяйств |         | 8       | 9       |         | 29      | 34      |         | 61      |
| Мужчин       | 15      | 39      | 42      | 139     | 84      | 108     |         |         |
| Женщин       | 8       | 24      | 26      | 108     | 75      | 112     |         |         |
| Всего        | 23      | 63      | 68      | 247     | 159     | 220     | ↘183    | 183     |